# Café de la Danse

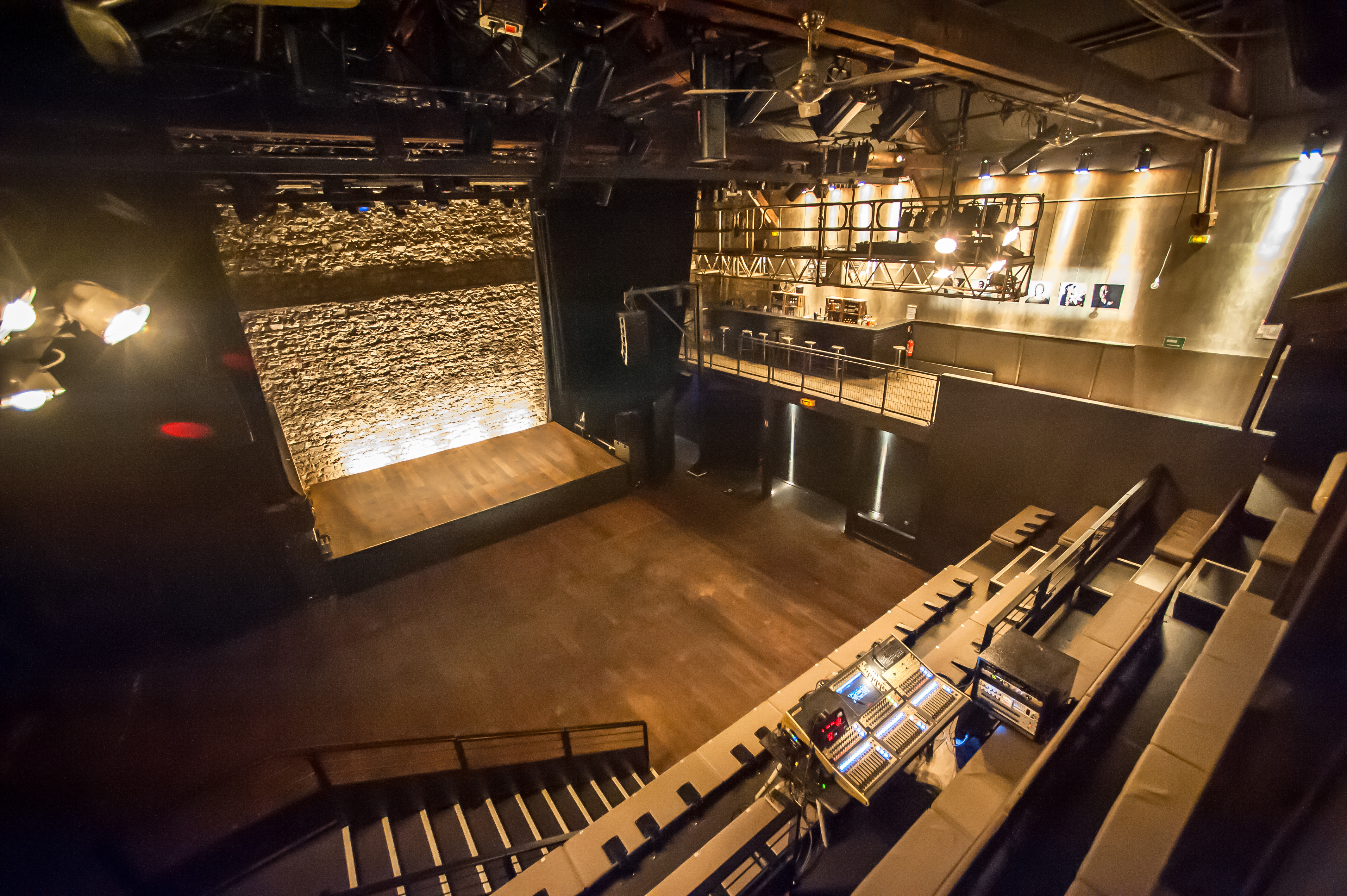
Le Café de la Danse

Le Café de la Danse est une salle de spectacle parisienne située au 5 passage Louis-Philippe dans le 11e arrondissement. Salle de 500 places au cœur du quartier de Bastille, Le Café de la Danse accueille des spectacles, des concerts et des évènements depuis 1992. La salle dispose de deux types de configurations : 250 places assises ou 500 places debout/assis. Le Café de la Danse propose entre 150 et 180 événements par an.

## Artistes passés dans cette salle
Depuis son inauguration en 1992, le Café de la Danse a accueilli de nombreux artistes parmi lesquels :
Cali

Émilie Simon

GiedRé

Jean-Louis Murat

Jérémie Kisling

Jessica93

Klô Pelgag

Miossec

Red Cardell

Rufus Wainwright

Sébastien Tellier

Skye

Vic Chesnutt

Ramon Pipin

Kylie Minogue

Radiohead

Timber Timbre

Sampha

Son Lux

Tony Allen

Cat Power

The National

Jain

Feist

Mura Masa

Compay Segundo

Élodie Frégé 

Vianney

Emma Daumas 

Tamino

Oliver Sim

Dua Lipa

Maneskin

## Références

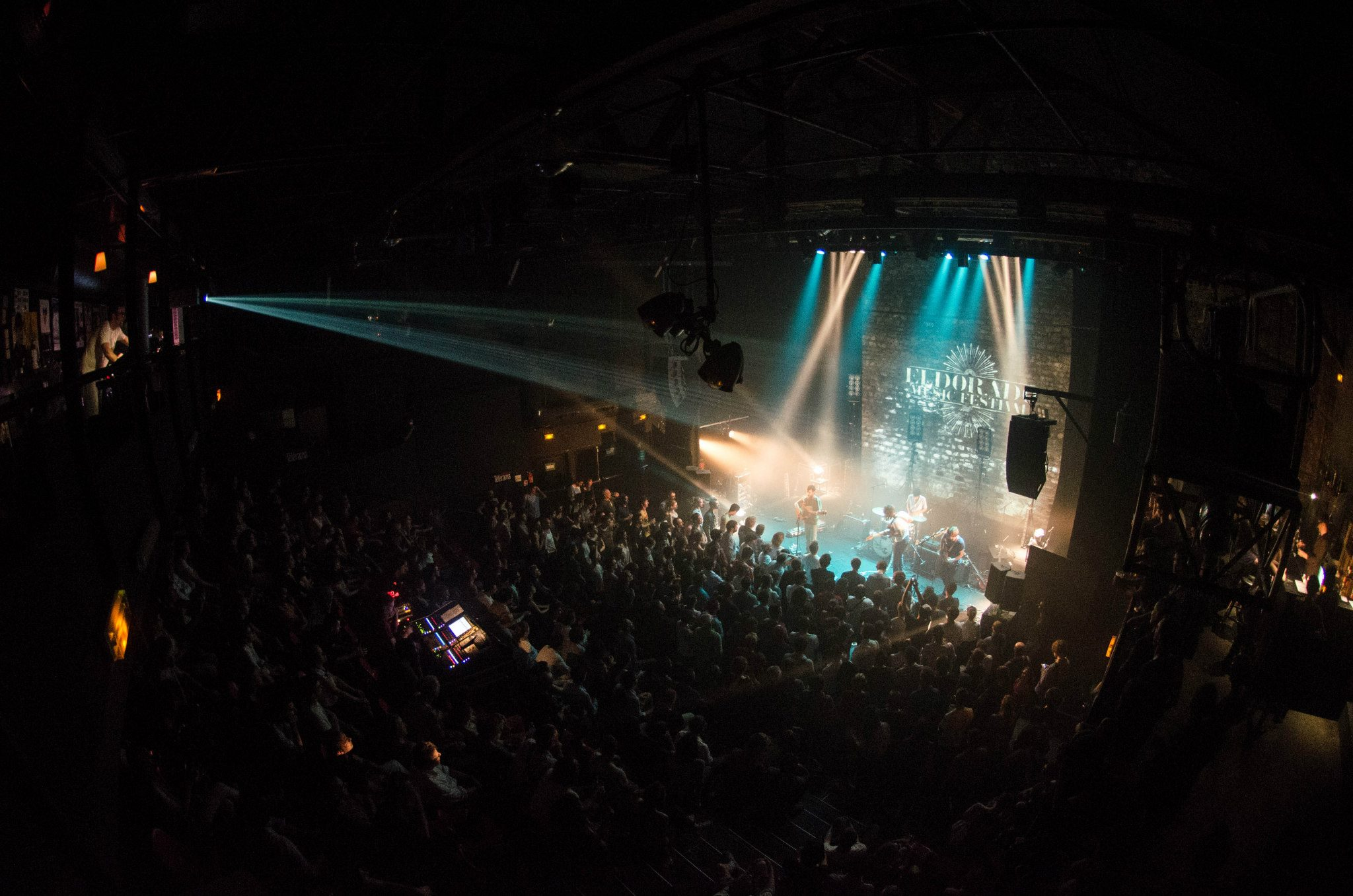
Concert au Café de la Danse